# عنقود نورما المجري
عنقود مجري نورما (بالإنجليزية: Norma Cluster)‏ ويسمى كذلك (ACO 3627 أو Abell 3627) هو عنقود غني بالمجرات، ويقع مكانه قرب مركز الجاذب الأعظم. بالرغم من أنه قريب ولامع، إلا انه واقع في منطقة صعبة الكشف، في منطقة صعبة الملاحظة قرب مستوى مجرتنا درب التبانة. لذلك فإن هذا العنقود يعتبر شبه محجوب عنا وذلك لشدة تواجد الغبار والسدم بين النجوم في أطوال الموجة البصرية. كتلته تقدر بحوالي 1015 كتلة شمسية.
وتظهر صور العنقود وجود تجمعات على شكل زوج من الذيول من إشعاع الاشعة السينية التي تم رصدها تسير خلف إحدى المجرات. في مقدمة الذيل تقع المجرة ESO 137-001. والذيل الألمع يتمدد لمسافة قدرت بحوالي 260,000 سنة ضوئية. وكان لاكتشاف الذيل الثاني الأخفت مفاجئة للعلماء.
وتقول الدراسات أن ذيول الاشعة السينية تكونت عندما سحب غاز بارد من المجرة (عند درجة حرارة تبلغ حوالي عشرة درجات فوق الصفر المطلق) بواسطة غاز حار (حوالي 100 مليون درجة مئوية) وتنقل تجاه مركز العنقود. الذي لاحظه العلماء أنه في الأساس تم تخير الغاز البارد، والذي توهج في درجة حرارة بلغت حوالي 10 ملايين درجة. وقد ظهرت أدلة للغاز بدرجات حرارة بين 100 و 1,000 درجة كلفن في الذيل.
الذيل في هذا النظام لربما قد تشكل حيث أن الغاز تم سحبه من الذراعين الرئيسيين للمجرة الحلزونية ESO 137-001. وسحب الغاز يعتقد بأنه له تأثير هام في عملية ى تطور المجرة، أزال الغاز البارد من المجرة، واوقف تشكل نجوم جديدة وأخذ في تغيير شكل الاذرع والانتفاخات الداخلية بسبب تأثيرات التشكيل اللامع.